# Возвращение книги
«Возвращение книги» — серия факсимильных копий книг и репринтов, издаваемая в Москве. Основана в 1991 году. В серии выходят повторения книг, которые были напечатаны маленькими тиражами в начале XX века.
Выпуском серии занималось издательское предприятие — студия «Ять», а авторами серии стали адвокат Д. Левенсон, кинорежиссёр Д. Чуковский и полиграфист А. Эмдин. Последние книги серии были выпущены «Издательством „HGS“».

## Вышедшие книги
В серии вышли из печати следующие книги:
- Н. Карамзин. Бедная Лиза. Иллюстрации М. Добужинского. Пб., 1921. Аквилон.
- М. Цветаева. Волшебный фонарь (вторая книга стихов). М., 1912. Оле-Лукойе.
- Книга Руфь. Перевод А. Эфроса. Гравюры В. Фаворского. М., 1925. Издательство М. и С.Сабашниковых.
- Анри де Ренье. Семь любовных портретов. Перевод М. Кузмина. Иллюстрации Д. Митрохина. Пб., 1921. Петрополис.
- Ю. Анненков. Портреты. Текст Е. Замятина, М. Кузмина, М. Бабенчикова. Пб., 1922. Петрополис.
- А. Мантель. Д. И. Митрохин. Казань, 1912. На рассвете.
- В. Воинов. Гравюры на дереве 1922—1923. Пб., 1923.
- А. Фет. Стихотворения. Иллюстрации В. Конашевича. Пб., 1923,. Аквилон.
- Евг. Замятин. Русь. Иллюстрации Б. Кустодиева. Пб., 1923. Аквилон.
- Е. С. Кругликова. Силуэты современников. Поэты. М., 1921. Альциона.
- С. Маковский, Н. Радлов. Современная русская графика. Иллюстрации Александра Бенуа, К. Сомова, Л. Бакста, Е. Лансере, И. Билибина, М. Добужинского, Г. Нарбута, С. Чехонина, Д. Митрохина и др. Пб., 1914. Издательство Голике и Вильборг.
- А. Блок. Двенадцать. Иллюстрации Ю. Анненкова.. Пб, 1918. Алконост.
- В. Маяковский. Для голоса. Конструкция книги и иллюстрации Л. Лисицкого. Берлин, 1923. Госиздат.
- С. Юдовин. Гравюры на дереве. Текст Э. Голлербаха и И. Иоффе. Л., 1928. Издание автора.
- «Фантастический кабачок» — Мельниковой. Произведения С. Валишевского, Н. Васильевой, Т. Вечорки, Н. Гончаровой, Л. Гудиашвилли, И. и К. Зданевичей, В. Катаняна, А. Крученых, Т. Табидзе, П. Яшвили и др. Тифлис, 1919. Издательство «41˚».
- Б. Аронсон. Современная еврейская графика. Рисунки Н. Альтмана, Э. Лисицкого, С. Рыбака, А. Тышлера, М. Шагала, Д. Штеренберга, И. Чайкова м др. Берлин, 1924. Петрополис.
- Б. Григорьев. Расея. Пб., 1918. Издательство В. М. Ясного.
- Л. Лисицкий. Хад Гадья (Козочка). Киев, 1919. Культур Лига.
- Б. Григорьев. Intimité. Пб., 1919. Издательство В. М. Ясного.
- Н. Глущенко. Обнаженные (12 литографий). Париж, 1928. Издание кузена Понса.
- П. Муратов. Живопись П. Кончаловского. М., 1923. Творчество.
- Н. Пунин. Владимир Васильевич Лебедев. Л., 1928. Комитет популяризации художественных изданий.